# Podregion Äänekoski
Podregion Äänekoski (fiń. Äänekosken seutukunta) – podregion w Finlandii, w regionie Finlandia Środkowa.
W skład podregionu wchodzą gminy:
- Äänekoski,
- Konnevesi.